# Beatdans
Beatdans is een dans op allerlei soorten beatmuziek.
De beweging wordt vrij geïnterpreteerd en is ritmisch. De grens tussen Rock-'n-roll, Twist en Beat is niet zeer scherp.
De beatmuziek is de substijl van het rockgenre dat in de tweede helft van de jaren zestig van de twintigste eeuw de popmuziek domineerde. Gewoonlijk laat men de beat in Liverpool beginnen, bij de zogenaamde merseybeat. Hiervan zijn The Beatles veruit de bekendste exponenten. Andere bekende groepen die scoorden in de beginperiode van de beat waren onder meer The Rolling Stones, The Searchers, Gerry & the Pacemakers, The Animals en The Dave Clark Five.
De beat was grotendeels gebaseerd op de rock-'n-roll en de muziek van Phil Spector en kwam in sociologisch opzicht voort uit de amateuristische skiffle.